# ZTE
ZTE corporation (произнася се зет-ти-и, на китайски: 中兴通讯) е китайска компания, втори по големина производител на телекомуникационно оборудване и мобилни телефони в Китай (за 2011 г.). Седалището на фирмата се намира в град Шънджън. Основана е през 1985 г.

## За компанията
ZTE, първоначално създадена като Zhongxing Semiconductor Co., Ltd в Шънджън, Китай, през 1985 г., по-късно е включена в група инвестиционни проекти, свързани с китайското министерство на авиацията.
През 1997 г. компанията е листвана на Шънджънската фондова борса, а от декември 2004 г. е регистрирана на Хонконгската фондова борса. Влиза в състава на индекса Hang Seng China Enterprises Index.
ZTE има 13 собствени научноизследователски центрове в Китай, САЩ, Швеция и Корея. Повече от 10% от годишния доход на ZTE се отделя за научноизследователска и развойна дейност. Компанията има партньорски отношения с редица големи международни компании, такива като Intel, Microsoft, IBM, Alcatel, Qualcomm, Analog Devices, Accenture, Texas Instruments, Freescale, Agere Systems и ADI.
ZTE има 1863 международни патентни заявки, регистрирани към WIPO (Световната организация за интелектуална собственост) (към края на 2010 г.). Корпорацията е подала общо повече от 33 хил. международни патентни заявки, което я прави един от основните притежатели на патенти в телекомуникационната индустрия.
Компанията разработва и произвежда телекомуникационно оборудоване за PSTN-мрежи, мрежи за мобилна връзка, оптични мрежи, мрежи за предаване на данни, интелектуали мрежи (IN) и мрежи от следващото поколение (NGN).
В компанията работят повече от 85 хил. служителя (за 2010 г.).
Според резултатите от 2010 г. на пазара на мобилни телефони по версията на IDC компанията заема 4-то място сред най-големите производители (изразено в бройки телефони).

## Собственици на компанията
51,8% от акциите на компанията принадлежат на КНР, 31,5% се търгуват на Шънджънската фондова борса, 16,7 % – на Хонконгската фондова борса.

## Участие в международни организации
ZTE взема активно участие в работата на много международни организации, като ITU (Международнен съюз по телекомуникации), AIC (Азиатски съвет по инфокомуникации), CCSA (Китайска асоциация по стандарти в комуникациите), 3G Association, 3GPP, 3GPP2, CDG (Група по разработка на CDMA), International 450 Association, OMA (Открит алианс по мобилни връзки), IPV6-форум, DSL-форум, WiMAX-форум, WiFi, OBSAI (Open Base Station Architecture Initiative), NV-IOT (Network Vendors Interoperability Testing)-форум и др.